# 西班牙宫 (那不勒斯)
西班牙宫（Palazzo dello Spagnolo）是一座洛可可或晚期巴洛克风格的宫殿，位于那不勒斯市中心的Sanità区。以费迪南多·圣费利切设计的精巧双楼梯闻名。

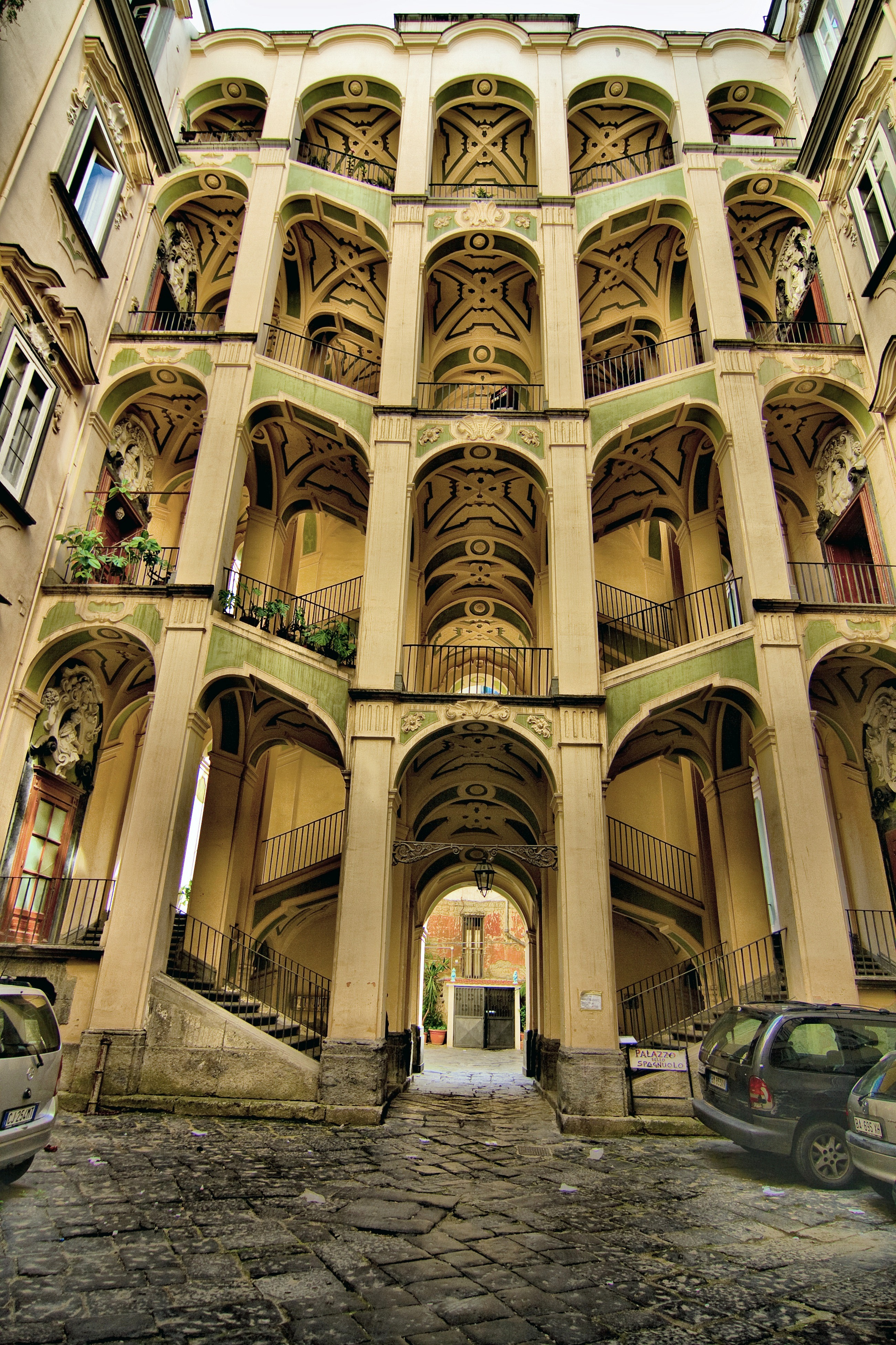
西班牙宫的楼梯

## 历史

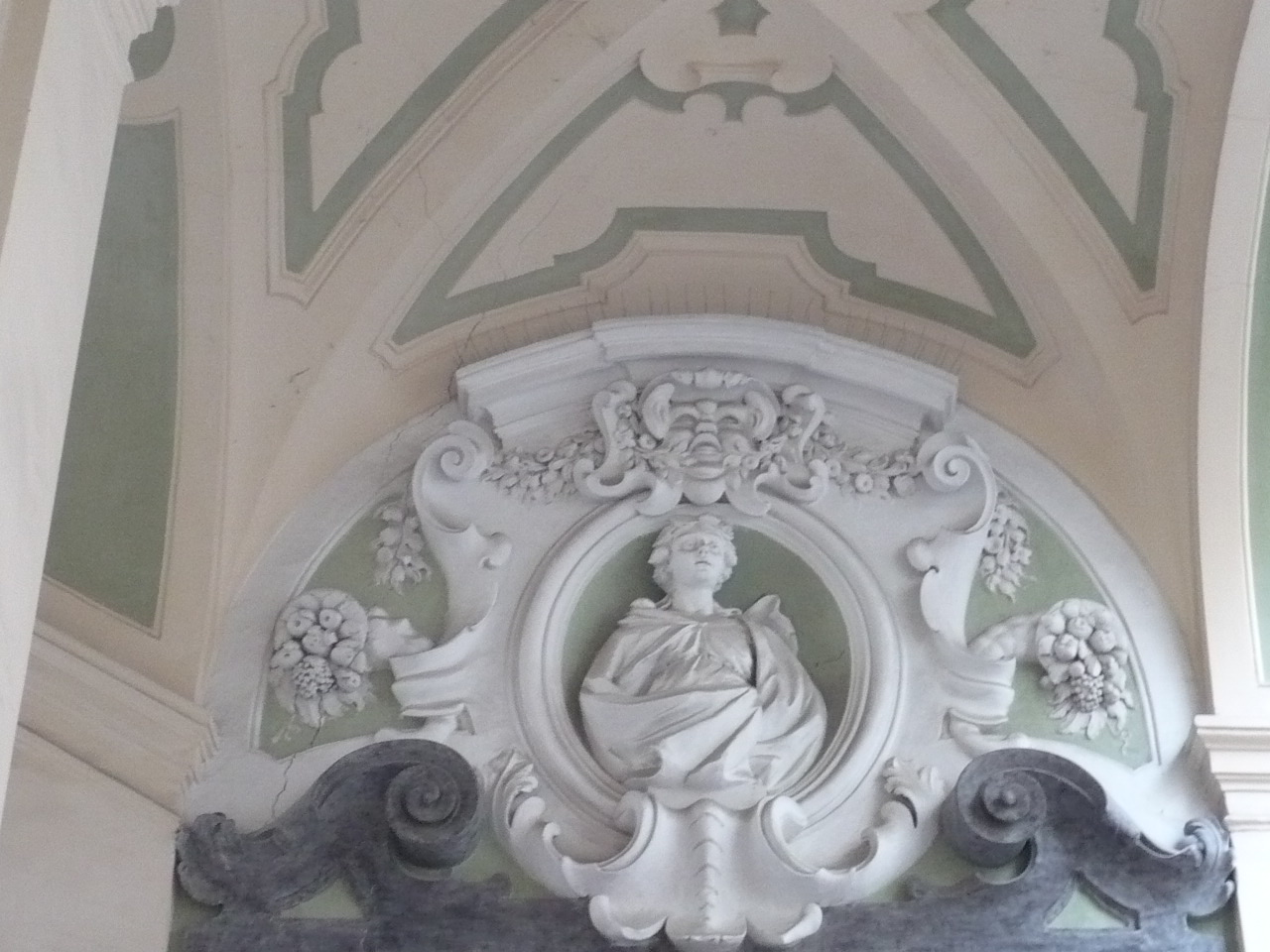

西班牙宫建于1738年，建筑师费迪南多·圣费利切。虽然其外立面不起眼，但是内部八角形的庭院却有精巧的双重楼梯间。内部装饰丰富，设计于1742年。18世纪末增加了顶楼。在接下来的一个世纪中，底层出售给绰号“西班牙人”的托马索·阿蒂恩萨，该建筑因而得名。
目前该建筑拥挤而破旧，宏伟的入口通向一个破旧的宫殿。附近的圣费利切宫是同一位建筑师的作品，有类似的楼梯。

## 延伸阅读
- 圣费利切宫